# Abatoleon bruneri
Abatoleon bruneri is een insect uit de familie van de mierenleeuwen (Myrmeleontidae), die tot de orde netvleugeligen (Neuroptera) behoort. 
Abatoleon bruneri is voor het eerst wetenschappelijk beschreven door Alayo in 1968.